# Bakanal
Bakanal és un grup de música valencià que practica un estil particular de metal autodefinit en els orígens com a «llauro-rap» i que, actualment, consistix en una fusió de funk-rock, percussions i ritmes ètnics amb tres registres vocals diferents: rap, soul i hardcore.
El grup es fundà com a Bakanal en 1997 a partir d'un grup d'ex-membres de Kuervos Ky2, i el conjunt patí una sèrie de canvis en la formació, autoeditant la seua primera maqueta i un disc en directe, La Safor és amor, gravat l'any 2000. L'any 2006 gravaren el seu primer disc d'estudi, Tot per l'aire, produït per Salva Bigorra a Riba-roja de Túria; autoeditat, distribuït i publicat el 22 de desembre amb una llicència Creative Commons, les mil primeres còpies s'exhauriren just abans de la presentació oficial, el 24 de març de l'any següent, en un festival apropiadament anomenat Tots per l'aire: allò, a banda de comptar amb la participació d'altres grups com 121 dB, El Corredor Polonés, Gàtaca i posadiscs com ESOC, fou el debut d'un projecte paral·lel, el duo de rap en valencià Rapsodes integrat per Andreu i Kpoll (amb la col·laboració permanent de Mireia) que, junt amb BKNL, passà a formar part del festival itinerant Tourbolet des d'eixe any.
L'any 2008, Tot per l'aire va guanyar el Premi Muixeranga al millor disc del 2007 per votació popular, atorgat pel quinzenal L'Avanç en el marc dels Premis Ovidi Montllor; així mateix, la cançó Una altra perspectiva va ser triada Millor Cançó en Valencià en el 3r Coca d'aRock d'Alcàsser. Van rebre el premi Premi Jaume I 2009 atorgat pel Casal Jaume I del Camp del Túria pel seu treball en el món de la música i per la seua fidelitat a la nostra llengua.

## Discografia[6]
- Bakanal (maqueta, 1998)
- La Safor és amor (Autoedició, 2000)
- Tot per l'aire (Mésdemil, 2007): amb Miguelín el Cremat, Teràpia i Una altra perspectiva